# 이언 램지
이언 램지(영어: Iain Ramsay, 1988년 2월 27일 ~ )는 필리핀의 축구 선수로 현재 태국 1부 리그의 PT 쁘라쭈압에서 미드필더 겸 수비수로 뛰고 있으며 호주 출생임에도 모친의 국적인 필리핀 국가대표팀의 일원으로도 활약하고 있다.

## 선수 경력

### 클럽
시드니 FC 유소년팀 출신으로 2009년 시드니 FC 성인팀에 입단하여 2009-10 시즌 리그 우승을 맛보았지만 리그 1경기 출전에 그쳤고 2010년 뉴사우스웨일스 프리미어리그의 시드니 올림픽 FC로 이적하여 37경기를 소화했다.
그 후 같은 해 7월 23일 A리그의 애덜레이드 유나이티드로 이적하여 2012-13 시즌까지 90경기 11골을 기록하며 팀의 2번의 리그 파이널 시리즈 진출 및 2012년 AFC 챔피언스리그 예선 플레이오프 진출에 일조한 것은 물론 2010-11 시즌 A리그 라이징 스타로 선정되었다.
그리고 멜번 시티로 이적 후 리그 46경기 3골을 기록하며 2014-15 시즌 리그 파이널 시리즈 4강 진출에 기여한 뒤 이란 1부 리그의 트락토르 SC로 이적 후 리그 8경기에 출장하며 팀의 리그 4위의 호성적에 일조했다.
이후 2017년 필리핀 풋볼 리그의 유나이티드 시티로 이적하며 모친의 고향으로 돌아온 램지는 공식전 36경기 12골을 터뜨리며 2017 시즌 리그 우승에 관여했으며 2017 시즌 종료 후 말레이시아 프리미어리그의 펠다 유나이티드로 이적하며 2018 시즌 리그 우승에 일조했다.
2018 시즌 종료 후 2019 시즌에는 태국 2부 리그의 수코타이 FC에서 활동했다가 2020 시즌을 앞두고 태국 1부 리그 소속팀이자 2019 시즌 태국 리그컵 우승팀인 PT 프라추압으로 이적했다.

### 국가대표팀
2015년 5월 바레인과 예멘과의 2018년 FIFA 월드컵 아시아 지역 2차 예선 H조 1·2차전 경기를 앞두고 모친의 고향인 필리핀 성인대표팀에 첫 발탁된 뒤예멘과의 2차전에서 국제 A매치 데뷔골을 터뜨렸고 이후 2016년 3월 29일 북한과의 최종전에서도 득점을 기록하며 팀 승리와 함께 2019년 AFC 아시안컵 3차 예선 진출에 관여했다.
그리고 2016년 AFC 솔리대리티컵 챔피언 네팔과의 2019년 아시안컵 3차 예선 F조 첫 경기에서도 득점을 터뜨리며 필리핀의 사상 첫 아시안컵 본선 진출에도 관여했으며 현재까지 A매치 통산 21경기 4골을 기록 중이다.

## 수상

### 클럽
시드니 FC
- A리그 : 우승 (2009-10)

유나이티드 시티
- 필리핀 풋볼 리그 : 우승 (2017)

 펠다 유나이티드
- 말레이시아 프리미어리그 : 우승 (2018)

### 개인
- 시드니 FC 유소년 리그 올해의 선수상 : 2009-10
- 애덜레이드 유나이티드 라이징 스타 : 2010-11